# Цукрова Голівка (Крим, Ангар-Бурун)

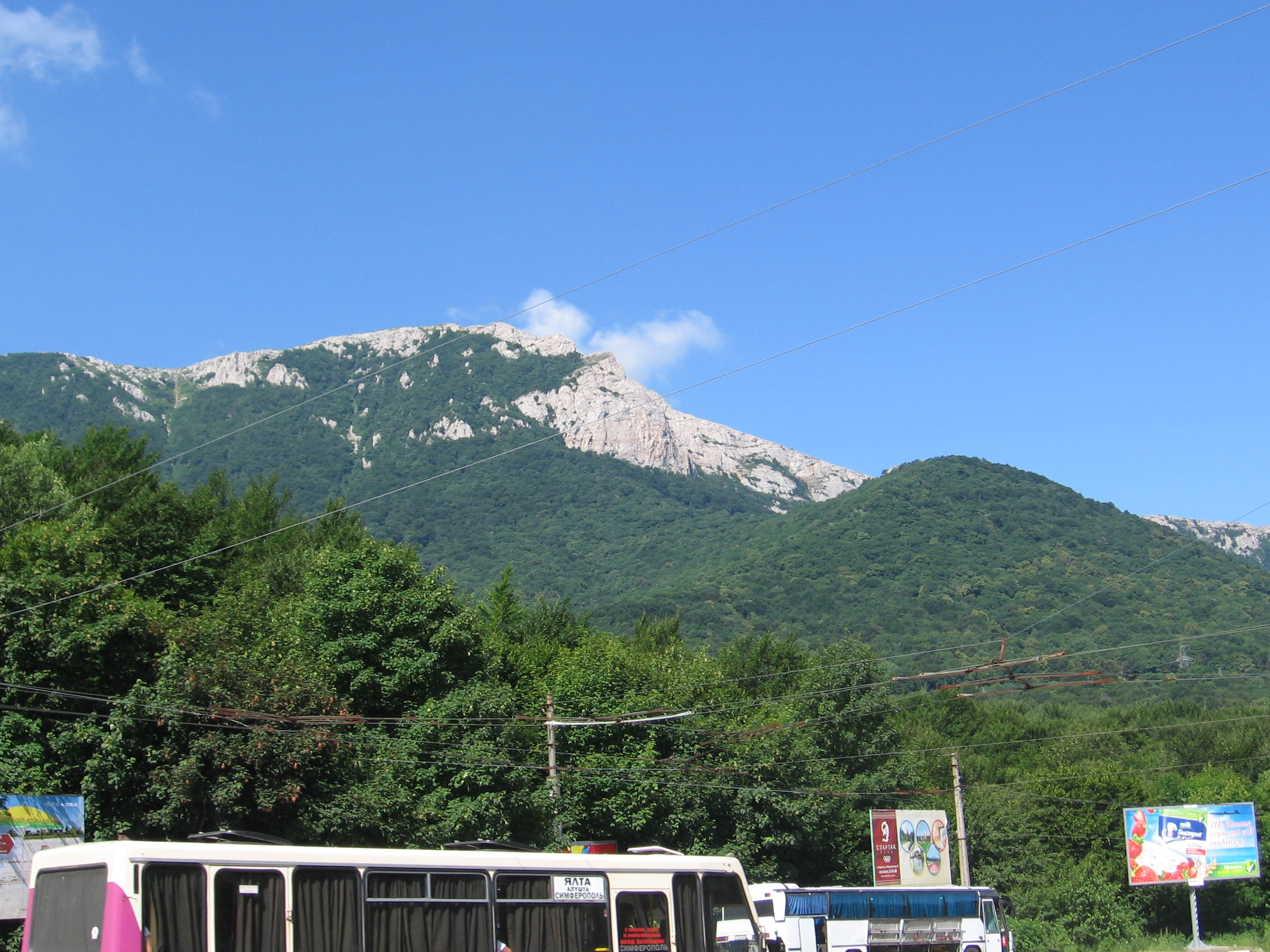
Гора Ангара-Бурун і Цукрова голівка з Ангарського перевалу.

Цукрова Голівка — гора в Криму на східних схилах Чатир-Дагу. Висота 1053 м.
Лісистий конус з галявиною на вершині і скельними поясами на схилах. Східний відріг г. Ангара-Бурун, за 1,5 км на північний захід від Ангарського перевалу.

## Етимологія назви
Названа за подібністю з конічними виливками цукру-рафінаду, «цукровими головами».